# Lunar Outpost
Lunar Outpost is een privaat ruimtevaartbedrijf met hoofdkantoor in Golden in de Amerikaanse staat Colorado. De primaire missie van het bedrijf is om een leider te worden in de industrie op het gebied van ruimterobotica, maanoppervlakmobiliteit en ruimtebronnen. Het bedrijf heeft de Mobile Autonomous Prospecting Platform (MAPP) rover ontwikkeld en heeft ook een contract om een Lunar Terrain Vehicle  (LTV) te ontwikkelen voor het Artemisprogramma.

## Projecten
Anno 2024 is Lunar Outpost betrokken bij drie projecten:

### Lunar Terrain Vehicle - Lunar Dawn
Lunar Outpost is een van de drie finalisten om voor NASA een Lunar Terrain Vehicle (LTV) te bouwen binnen het kader van het Artemisprogramma. Initieel in een partnerschap met Lockheed Martin tot in september 2024 bekend werd gemaakt dat Leidos in de plaats van Lockheed-Martin bijdroeg aan de Lunar Dawn LTV. In November 2024 maakte Lunar Outpost bekend dat ze Starship van SpaceX had gekozen om de rover op de maan te zetten en dat de specificaties van de rover zodanig waren dat ook andere transportschepen de rover naar de maan zouden kunnen brengen. Terzelfder tijd maakte Lunar Outpost ook bekend dat astronauten al een eerste prototype getest hadden, dat er een kapitaalsverhoging was doorgevoerd en dat de LTV zou doorontwikkeld worden zelf als het niet zou geselecteerd worden door NASA. Blijkbaar is er voldoende commerciële interesse.

### Mobile Autonomous Prospecting Platform
Met de Mobile Autonomous Prospecting Platform (MAPP) rover, die meevliegt met de IM-2 missie, wil Lunar Outpost een demonstratie geven van in situ resource utilization op de maan.  Het MIT voorzag de rover van een 3D-mapping camera waarvan de opnames zullen dienen om oefenomgevingen te maken voor astronauten.

### Derde rover
Ook voor missie IM-3 zal Lunar Outpost een rover voorzien.